# Стрелковое оружие гражданской войны в Испании
Во время Гражданской войны в Испании противоборствующие стороны использовали весьма разнообразный стрелковый арсенал. Место находилось как для новейших на тот момент пистолет-пулемётов (например Star SI-35), так и для архаичных игольчатых ружей (винтовка Шасспо). Для многих образцов факт боевого применения является предположительным, о других известно что они применялись, но неизвестно когда и где именно, в каких количествах и с какими результатами.

## Пистолетыиревольверы

### Револьверы
- Испания — револьвер Орбеа образца 1884 года (Orbea М1884). Испанская копия разламывающихся револьверов Смит-Вессона, калибр 11 мм.
- Испания — револьвер Бейстегуи образца 1909 года (Beistegui M1909). Подражание Смит-Вессонам с откидным барабаном, калибр 9 мм (.38 Long или 38 Special).
- Франция — револьвер Лебель образца 1892 года (revolver mle 1892 8 mm). Калибр 8 мм.
- СССР Бельгия — револьвер Наган образца 1895 года. Калибр 7,62 мм.

### Пистолеты
- Испания — Астра 400 (Astra 400) образца 1921 года. Калибр 9 мм Ларго, штатный образец испанской армии.
- Испания — Астра 300 (Astra 300) Калибры 9×17 мм, 7,65 мм. Уменьшенная версия предыдущей модели, штатный образец испанских ВМС.
- Испания — Кампо-Гиро образца 1913/16 года (Campo Giro modelo 1913/16) . Калибр 9 мм Ларго.
- Испания — Стар образца 1920/21/22 года. Калибры 9 мм Ларго и 7,65 мм, штатное оружие Гражданской гвардии. Базируется на конструкции Кольта М1911.
- Испания — Стар образца 1919 года. Калибры 6,35, 7,65 и 9×17 мм. Имел прозвище «Профсоюзный» (sindicalista), так как часто использовался членами CNT.
- Испания — Хо-Ло-Ар (JO-LO-AR). Калибр 9 мм Ларго, базируется на конструкции пистолетов Штайр 1909.
- Испания — Garate, тип Руби, калибр 7,65 мм. Немного увеличенный Браунинг 1906.
- Испания — Llama VII, калибры 9 мм Ларго и .45 АКП. Базируется на конструкции Кольта М1911.
- Испания — Llama VI, калибр 9×17 мм. Базируется на конструкции Кольта М1911, но имеет существенно меньшие размеры.
- Испания — Isard, калибр 9 мм Ларго. Базируется на конструкции Кольта М1911, производился во время войны в Барселоне. Выпущено около 200 единиц[1].
- СССР — Пистолет образца 1933 года (ТТ-33). Калибр 7,62 мм.
- Германская империя — Люгер П08, калибр 9 мм.
- Веймарская республика — Вальтер ПП и ППК, калибры 7,65 и 9 мм. Патрон 7,65×17 мм, 9×17 мм.
- Нацистская Германия — Вальтер П38, калибр 9 мм.
- Австро-Венгрия — Штайр образца 1912 года, калибр 9 мм.
- Италия — Беретта образца 1935 года, калибр 7,65 мм.
- Италия — Глизенти образца 1910 года, калибр 9 мм.
- Бельгия — Бергман-Байярд образец 1903/08, калибр 9 мм Ларго.
- Бельгия — Браунинг образец 1900 года (FN Browning M1900), калибр 7,65 мм.

### Автоматические пистолеты
- Испания — Астра 900-й серии (900/901/902/903/904), базируется на конструкции Маузер C96, калибр 7,63 мм. Являлся штатным образцом Гражданской и Штурмовой гвардии.
- Испания — Бейстегуи Ройал ММ31. Так же базируется на конструкции Маузер C96, калибр 7,63 мм. Произведено около 10 тысяч единиц.
- Испания — Бейстегуи Ройал ММ34. Вариант предыдущей конструкции. Около 800 единиц.
- Испания — Стар образец 1932 года, калибр 9 мм. Мог использоваться республиканцами на северном фронте.

## Пистолет-пулемёты
- Испания — Стар SI-35 и RU-35, были приняты на вооружение испанской армии, калибр 9 мм Ларго. Около 100[2]
- Испания — Goliat MX-1935, калибр 9 мм Ларго.
- Испания — Naranjero (Наранхеро) образец 1938 года. Калибр 9 мм Ларго, испанская копия немецкого Бергманн МП28. Республиканцы располагали 2 тысячами экземпляров.[2]
- Испания — Labora-Fontbernat, калибр 9 мм Ларго. Около 1000.[2]
- Германская империя — Бергманн МП18, калибр 9 мм Люгер. Республиканцы получили 167 экземпляров[2].
- Веймарская республика — Бергманн МП28, калибры 9 и 7,65 мм.
- Нацистская Германия — Бергманн МП34, калибр 9 мм Люгер.
- Нацистская Германия — ERMA EMP-35, калибр 9 мм Люгер. Республиканцы получили 3 250 экземпляров[2].
- Эстония — Таллин-Арсенал, калибр 9×20 мм Браунинг. Эстонская версия МП18, республиканцы получили около 500 единиц[3].
- Швейцария — SIG образец 1920 года, калибр 7,65. Швейцарская версия МП18.
- Финляндия — Суоми КП/-31, калибр 9 мм Люгер. Около 410.[2]

## Винтовкиикарабины
- Испания — карабин Tigre[4] — копия Винчестер Мод. 1892. .44-40 Winchester, производили до 1938.
- Испания — карабин Дестройер, образца 1921 года (carabina Destroyer modelo 1921). Продольно-скользящий затвор, использовал пистолетные патроны 9×23 мм Ларго. Был у Гражданской гвардии и тюремной службы[4].
- Испания — винтовка Маузера образца 1893 года. Калибр 7 мм, патрон 7×57 мм, штатная испанской армии[4].
- Испания — карабин Маузера образца 1895 год. Калибр 7×57 мм, штатный образец испанской армии.
- Испания — укороченная винтовка Маузера образца 1916 года. Калибр 7×57 мм, штатная испанской армии. Всего испанских винтовок и карабинов Маузер поставлено около 300 000[4].
- Италия — винтовка Веттерли образца 1870. Однозарядная, калибр 10,4×47 мм R. Республиканцы получили около 13 000 винтовок Веттерли (вероятно и Веттерли-Витали)[4].
- Италия — винтовка Веттерли — Витали образца 1870/87. Магазинная, калибр 10,4×47 мм R.
- Италия — винтовка Манлихера — Каркано образца 1891 года. Калибр 6,5×52 мм.
- Италия — укороченная винтовка и карабин Манлихера — Каркано обр. 1891/24. Калибр 6,5×52 мм.
- Португалия — винтовка Маузера — Фергуиеро обр. 1904. Возможно использовалась франкистами, 6,5×58 мм.
- Российская империя — винтовка Бердана № 1 и винтовка Бердана № 2. Калибр 10,75×58 мм R.
- Российская империя — винтовка Мосина образца 1891 года. Калибр 7,62×54 мм R.
- СССР — винтовка Мосина образца 1891/30 года. Калибр 7,62×54 мм R. Получено 219 160.[4]
- СССР — карабин Мосина образца 1938 года[источник не указан 2563 дня]. Калибр 7,62×54 мм R.
- Российская империя Польша — карабин образца 1891/98/25 года (wz. 91/98/25). Калибр 7,92х57 мм. Польская переделка винтовки Мосина под немецкий патрон.
- Польша — карабин Маузера образца 1929 года (Mauser Karabinek wz. 29 Radom). Калибр 7,92×57 мм. Республиканцами получено 15 100 единиц[4].
- Чехословакия — винтовка образца 1924 года (Puška vz. 24). Калибр 7,92×57 мм. Чехословацкий вариант Mauser 98, республиканцами получено 50 000 единиц[4].
- Германская империя — винтовка образца 1888 года. Калибр 7,92×57 мм.
- Германская империя — винтовка образца 1888/97 года. Калибр 7,92×57 мм.
- Германская империя — винтовка Маузера образца 1898 года (Mauser 98). Калибр 7,92×57 мм.
- Германская империя — карабин Маузера образца 1898 года (Mauser 98AZ). Калибр 7,92×57 мм, республиканцам поставлено 2 000 единиц[4].
- Германская империя/ Аргентина — винтовка, укороченная винтовка и карабин Маузера образца 1891 года. Калибр 7,65×53 мм. Производились в Германии для Аргентины.
- Германская империя Османская империя — винтовка и укороченная винтовка Маузера образца 1890 года. Калибр 7,92×57 мм. Производились в Германии для Турции.
- Нацистская Германия — винтовка Маузера 98к. Калибр 7,92×57 мм.
- Бельгия — винтовка Маузера образца 1889 года. Калибр 7,65×53 мм.
- Бельгия — винтовка Маузера образца 1889/16 года. Калибр 7,92×57 мм.
- Чили — винтовка Маузера образца 1895 года. Калибр 7×57 мм. Соответствует испанским Маузерам 1893 г.
- Чили — винтовка Маузера образца 1912 года. Калибр 7×57 мм.
- Мексика — винтовка и карабин Маузера образца 1895, 1901 и 1910 года. Калибр 7×57 мм. Республиканцами получено 20 000 из Мексики.[4]
- Парагвай — винтовка и карабин Маузера образца 1897/1907/1927 года. Калибр 7,92×57 мм.
- Румыния — винтовка Манлихера образца 1892 и 1893 года. Калибр 6,5×53 мм.
- Нидерланды — винтовка Манлихера образца 1895 года. Калибр 6,5×54 мм R.
- Австро-Венгрия — винтовка Манлихера образца 1888/90 года. Калибр 8×50 мм R.
- Австро-Венгрия — карабин Манлихера образца 1890 года. Калибр 8×50 мм R.
- Австро-Венгрия — винтовка и карабин Манлихера образца 1895 года. Калибр 8×50 мм R.
- Австрия — винтовка Манлихера обр. 1895/24. 7,92×57 мм. Винтовок и карабинов Манлихера всех марок республиканцами получено 27 000[4]. 5000 захвачено «Сервера» 15.04.1937 с пароходом «Hordena»[5].
- Франция — винтовка Шасспо образца 1866 года (Fusil modèle 1866). Калибр 11×59 мм R, игольчатая, однозарядная.
- Франция — длинная и короткая винтовки Гра образца 1874/80 года (Fusil Gras mle 1874). 11×59 мм R, однозарядные.
- Франция — винтовка Гра — Кропачека образца 1874/78 года. Калибр 11×59 мм R, подствольный магазин.
- Франция — винтовка Гра — Кропачека образца 1884 года. Калибр 11×59 мм R, подствольный магазин. Винтовок и карабинов Гра всех модификаций республиканцами получено 10 000 единиц[4].
- Франция — винтовка Кропачека образца 1885 года (Fusil d’Infanterie Mle 1885). Калибр 11×59 мм R, подствольный магазин. Республиканцами получено 1700 единиц[4].
- Франция — винтовка Лебель образца 1886/1893 года. Калибр 8×50 мм R.
- Франция — карабин Лебель образца 1892 года. Калибр 8×50 мм R.
- Франция — винтовка Лебель образца 1916 года. Калибр 8×50 мм R. Винтовок и карабинов Лебель всех модификаций республиканцами получено 10 900 единиц[4].
- Франция — карабин Бертье образца 1890 года. Калибр 8×50 мм R.
- Франция — короткая винтовка Бертье образца 1892 года. Калибр 8×50 мм R.
- Франция — винтовка Бертье образца 1907/15 года. Калибр 8×50 мм R.
- Франция — винтовка и короткая винтовка Бертье образца 1916 года. Калибр 8×50 мм R. Винтовок и карабинов Бертье всех модификаций республиканцами получено 37 400 единиц[4].
- США — винтовка Спрингфилд образца 1903 года (United States Rifle, Caliber .30, Model 1903). Калибр 7,62x63 мм (.30-06 Springfield).
- США — винтовка Энфилд обр. 1917 г. (United States Rifle, cal .30, Model of 1917). 7,62×63 мм (.30-06 Springfield). Возможно, составляли часть из полученных республиканцами 27 000 винтовок калибра .303 British[4] (см.ниже).
- США — карабин Кольт Лайтнинг (Colt Lightning Carbine). Калибр 11×33 мм R (.44-40 Winchester), помповая перезарядка. Предположительно имелись у республиканцев[4].
- США — винтовка Ремингтон образца 1871 года. Калибр 11×57 мм R (.43 Spanish), качающийся затвор.
- США — винтовка Ремингтон образца 1871/89 года.
- США Российская империя — винтовка Винчестера образца 1895 года. Калибр 7,62×54 мм R, производились в США для России. Республиканцами получено 9 000 единиц[4].
- Великобритания — винтовки Ли-Метфорд Mк I*/II образца 1888 и 1892 года. Калибр 7,7×56 мм R (.303 British).
- Великобритания — карабин Ли-Метфорд образца 1894 года. Калибр 7,7×56 мм R (.303 British).
- Великобритания — винтовка Ли-Энфилд образца 1895 года. Калибр 7,7×56 мм R (.303 British).
- Великобритания — винтовка Ли-Энфилд СМЛЕ Mк I образца 1902 года. Калибр 7,7×56 мм R (.303 British).
- Великобритания — винтовка Энфилд образца 1914 года (Rifle, .303 Pattern 1914). 7,7×56 мм R (.303 British).
- Канада — винтовка Росса Mк III образца 1910 года. Калибр 7,7×56 мм R (.303 British). Всего республиканцами получено 27 000 единиц винтовок под патрон .303 British, вероятно всех описанных выше моделей, а также, возможно, в это число входило какое-то количество американских М1917[4] (см.выше).
- Швейцария — винтовка и карабин Шмидта-Рубина образца 1889/96 года. Калибр 7,59×53 мм.
- Швейцария — винтовка и карабин Шмидта-Рубина образца 1911 года (Infanteriegewehr Modell 1911). 7,5×55 мм.
- Япония — винтовка и карабин Арисака образца 1897 года (Тип 30). Калибры 6,5×51 мм SR и 7,92×57 мм. Имелись у республиканцев[4].
- Япония — винтовка и карабин Арисака образца 1905 года (Тип 38). Калибры 6,5×51 мм SR и 7,92×57 мм. Имелись у республиканцев[4].

## Ручные пулемёты
- Испания — Гочкис образец 1922 года и образец 1925 года (Fusil ametrallador Hotchkiss modelo 1925, calibre 7 mm). Калибр 7х57, состоял на вооружёнии испанской армии. Республиканцы имели 1 200 единиц[2].
- Испания — Астра-Унион образец 1927 года. Калибр 7х57, состоял на вооружёнии испанской армии.
- Испания — SECN образец 1924—25 года. Калибр 7×57 мм, испанская версия пулемёта Бертье.
- Испания — Trapote образец 1932 года. Калибр 7х57, состоял на вооружёнии испанской армии, произведено небольшое количество.
- Франция — пулемёт Шоша, калибр 8×50 мм R. Республиканцам доставлено 400 единиц[6]. 5000 захвачено франкистским кораблём 18 октября 1936 г. с пароходом «Silvia»[5]
- Франция — Гочкис образец 1909 года, калибр 8×50 мм R. Республиканцам поставлено 500 единиц[2].
- Франция — MAC M1924/29, калибр 7,5×54 мм.
- Германская империя — DWM/KGM образец 1908/15 (MG-08/15), патрон 7,92×57 мм. Поставлено 1300.[2]
- Великобритания — Льюис Мк 1. Калибр 7,7 мм, патрон .303 British. Республиканцам поставлено 800 единиц[2].
- Великобритания — Виккерс-Бертье образец 1928 года, калибр 7,65 мм. Республиканцам поставлено 233 единицы[2].
- СССР — Максим-Токарев, калибр 7,62 мм, патрон 7,62×54 мм R. Республиканцам поставлено 3 750 единиц[2].
- СССР — Дегтярёв ДП-27, калибр 7,62 мм, патрон 7,62×54 мм R. Республиканцам поставлено 5 146 единиц[2].
- Италия — Fiat S образец 1922 года, калибр 6,5×52 мм.
- Италия — Fiat образец 1926 года, калибр 6,5×52 мм.
- Италия — Breda образец 1926, 1929 и 1930 года, калибр 6,5×52 мм.
- Мексика — Мендоза образец 1914 года, калибр 7×57 мм.
- Польша — Browning wz. 1928 калибр 7,92 мм. Польская версия Браунинг M1918. Республиканцам поставлено 473 единицы[2]. 100 захвачено франкистским кораблём 18 октября 1936 г. с пароходом «Silvia»[5].
- Чехословакия — ZB vz. 26, калибр 7,92 мм.
- Чехословакия — ZB vz. 30, калибр 7,92 мм. ZB vz. 26 и ZB vz.30 в сумме республиканцам поставлено 2 000 единиц[2].
- Швейцария — Штайр-Золотурн МГ30, калибр 7 мм.

## Станковые пулемёты
- Испания — Гочкис образцов 1907, 1907/09, 1917/12 и 1914 годов, калибр 7×57 мм. Состоял на вооружении испанской армии.
- США — пулемёт Кольта образцов 1915 и 1914 годов, калибр 7×57 мм. Состоял на вооружёнии испанской кавалерии. Помимо образцов имевшихся в армии, республиканцы получили 1 562 калибра 7,62×54 из СССР[7].
- Великобритания — пулемёт Максима-Норденфельда образец 1897 года, калибр 7×57 мм.
- Великобритания — пулемёт Виккерс-Максим образец 1905 года, калибр 7×57 мм.
- Великобритания — пулемёт Виккерс-Максим образец 1912 года, калибр 7,69 мм .303 British. Поставлено 10.[7]
- Австро-Венгрия — пулемёт пулемёт Шварцлозе образец 1907 года, калибр 8×50R мм. Республике поставлено 92.[7] 250 захвачено франкистским кораблём 18 октября 1936 г. с пароходом «Silvia»[5].
- Австро-Венгрия — пулемёт Шварцлозе образец 1907/12 года, калибр 6,5×52 мм.
- Германская империя — DWM/KGM образец 1908 (MG08), калибр 7,92 мм.
- Италия — Фиат-Ревелли образец 1914 года (Mitragliatrice M1914), калибр 6,5×52 мм.
- Италия — Фиат образец 1935 года, калибр 8×59 мм.
- Франция — пулемёт Сент-Этьен образец 1907/16 года, калибр 8×50 мм.
- СССР — пулемёт Максим образца 1910 года, 1910/30 года, калибр 7,62×54 мм. Республиканцам поставлено 3 221 единица[7].
- Польша — пулемёт Максим образца 1910/28 года, калибр 7,92 мм. Республиканцам поставлено 1 852 единиц[8].
- Польша — пулемёт образца 1930 года (Браунинг), калибр 7,92 мм. Республиканцам поставлено свыше 1 700 единиц[9].